# 红河街道
红河街道，是中华人民共和国云南省玉溪市元江哈尼族彝族傣族自治县下辖的一个乡镇级行政单位。

## 行政区划
红河街道下辖以下地区：
红河社区、凤凰社区、兴元社区、大水平社区和桥头社区。